# Leonid Kolesnikov
Leonid Nikolaevič Kolesnikov (in russo Леонид Николаевич Колесников?; Temirtau, 27 aprile 1937 – Mosca, 17 novembre 2010) è stato un nuotatore sovietico, dal 1992 russo.

## Carriera
A livello continentale ha vinto la medaglia d'oro nei 100m rana ai campionati europei di Budapest 1958.

## Palmares

### Competizioni internazionali
- Europei

Budapest 1958: oro nei 200m rana.
Lipsia 1962: argento nella 4x100m misti.